# Metropolitan Hotel (Tel Awiw)
Metropolitan Hotel – trzygwiazdkowy hotel w Tel Awiwie, w Izraelu.
Hotel jest usytuowany przy ulicy Trumpeldor w osiedlu Lew ha-Ir w Tel Awiwie. Rozciąga się stąd widok na Morze Śródziemne.
Współczesny hotel został odbudowany w 1993 po pożarze, który zniszczył znaczną część budynku.

## Pokoje i apartamenty
Hotel dysponuje 228 pokojami hotelowymi i apartamentami. Każdy pokój wyposażony jest w klimatyzację, biurko, minibarek, lodówkę na życzenie, sejf, automatyczną sekretarkę, dostęp do bezprzewodowego Internetu, telefon z linią bezpośrednią, telewizję satelitarną, łazienkę do użytku prywatnego, czajnik do kawy/herbaty. Dostępne są łóżeczka dziecięce i łóżka-dostawki. Wszystkie pokoje posiadają klucze elektroniczne/magnetyczne. W hotelu wolno palić.
Hotel świadczy dodatkowe usługi w zakresie: bezpłatnych śniadań, personelu wielojęzycznego, opieki nad dziećmi, pomocy medycznej, organizowaniu imprez okolicznościowych, pomocy w organizowaniu wycieczek, pralni, sejfu w recepcji, usług spa (sauna, masaże, zabiegi, siłownia, fitness) i transportu z lotniska. Dla ułatwienia komunikacji w budynku jest winda.

## Inne udogodnienia
Znajduje się tutaj sala konferencyjna z zapleczem do obsługi zorganizowanych grup. W hotelu jest płatny parking, kantor, restauracja, kawiarnia, sala bankietowa, sklep z pamiątkami, kiosk oraz pralnia chemiczna. Z zajęć sportowych hotel umożliwia dostęp do sauny i pobliskiego centrum fitness. Na zewnątrz budynku znajduje się basen kąpielowy.

## Dane techniczne
Budynek ma 17 kondygnacji i wysokość 62 metrów.
Wieżowiec wybudowano w stylu modernistycznym. Wzniesiono go z betonu. Elewacja jest w kolorach białym, szarym i żółtym.